# Falki (województwo świętokrzyskie)
Falki – wieś w Polsce, położona w województwie świętokrzyskim, w powiecie buskim, w gminie Gnojno
.
W latach 1975–1998 miejscowość administracyjnie należała do województwa kieleckiego.

## Części miejscowości
| SIMC    | Nazwa       | Rodzaj    |
| ------- | ----------- | --------- |
| 0238055 | Gajówka     | część wsi |
| 0238061 | Wielka Łąka | część wsi |

## Historia
W wieku XIX wieś wymieniona w  parafii Gnojno, w ówczesnej gminie Stopnica.